# Constant Spring
Constant Spring – miasto na Jamajce; 12,5 tys. mieszkańców (2008). Przemysł spożywczy.